# Robert Alazraki
Pour les articles homonymes, voir Alazraki.
Robert Alazraki est un directeur de la photographie français. Il est enseignant à l’école supérieure des arts visuels de Marrakech au Maroc

## Biographie
Robert Alazraki a été l'un des vice-présidents de l'AFC (Association française des directeurs de la photographie cinématographique).

## Filmographie

### Cinéma

#### Courts métrages
- 1972 : Juliette ? de Philippe Pilard
- 1981 : Les Photos d'Alix de Jean Eustache

#### Longs métrages
- 1975 : La Fille du garde-barrière de Jérôme Savary
- 1976 : Les Petites Fugues d'Yves Yersin
- 1977 : Les Veillées de Dagmar Damek
- 1979 : Vacances royales de Gabriel Auer
- 1979 : La Rosière de Pessac (2e version) de Jean Eustache
- 1980 : La Petite sirène de Roger Andrieux
- 1981 : Cargo de Serge Dubor
- 1981 : Trop tôt, trop tard de Danièle Huillet et Jean-Marie Straub
- 1981 : L'Année prochaine... si tout va bien de Jean-Loup Hubert
- 1982 : Die Flügel der Nacht de Hans Noever
- 1982 : Qu'est-ce qui fait courir David ? de Élie Chouraqui
- 1982 : Le père Noël est une ordure de Jean-Marie Poiré
- 1983 : Liberty belle de Pascal Kané
- 1983 : Papy fait de la résistance de Jean-Marie Poiré
- 1983 : La Scarlatine de Gabriel Aghion
- 1984 : Aldo et Junior de Patrick Schulmann
- 1984 : Paroles et musiques de Élie Chouraqui
- 1986 : Conseil de famille de Constantin Costa-Gavras
- 1986 : Sauve-toi, Lola de Michel Drach
- 1986 : La Femme secrète de Sébastien Grall
- 1987 : Dernier été à Tanger d'Alexandre Arcady
- 1987 : Vent de panique de Bernard Stora
- 1988 : Et la lumière fut d'Otar Iosseliani
- 1988 : Chocolat de Claire Denis
- 1988 : L'Union sacrée d'Alexandre Arcady
- 1989 : La Gloire de mon père d'Yves Robert
- 1989 : Le Château de ma mère d'Yves Robert
- 1990 : Faux et usage de faux de Laurent Heynemann
- 1990 : Pour Sacha d'Alexandre Arcady
- 1991 : Le Bal des casse-pieds d'Yves Robert
- 1991 : La Vieille qui marchait dans la mer de Laurent Heynemann
- 1992 : La Crise de Coline Serreau
- 1992 : L'Écrivain public de Jean-François Amiguet
- 1993 : Les Marmottes d'Élie Chouraqui
- 1993 : Montparnasse-Pondichéry d'Yves Robert
- 1994 : Dis-moi oui, d'Alexandre Arcady
- 1995 : La Belle Verte de Coline Serreau
- 1996 : Un été à La Goulette de Férid Boughedir
- 1996 : Soleil de Roger Hanin
- 1996 : Love in Paris d'Anne Goursaud
- 1997 : All for Love d'Harry Hook
- 1998 : This Year's Love de David Kane
- 1998 : The Closer You Get d'Aileen Ritchie
- 1999 : Mozart in Turkey d'Elijah Moshinsky
- 1999 : Le Fils du Français de Gérard Lauzier
- 1999 : Là-bas... mon pays d'Alexandre Arcady
- 2000 : La Vérité si je mens ! 2 de Thomas Gilou
- 2000 : Born Romantic de David Kane
- 2002 : Ma femme s'appelle Maurice de Jean-Marie Poiré
- 2003 : Je reste de Diane Kurys
- 2003 : Albert est méchant de Hervé Palud
- 2004 : Kilomètre zéro de Hiner Saleem
- 2004 : Le Gosse de Tanger de Moumen Smihi
- 2005 : Africa Live de Mick Csaky (documentaire)
- 2005 : Forever de Heddy Honigmann (documentaire)
- 2005 : Michou d'Auber de Thomas Gilou
- 2009 : Quelque chose à te dire de Cécile Telerman
- 2012 : Arrête de pleurer Pénélope de Corinne Puget et Juliette Arnaud
- 2013 : Hôtel Normandy de Charles Nemes
- 2014 : Salaud, on t'aime de Claude Lelouch
- 2015 : Un plus une de Claude Lelouch
- 2017 : Chacun sa vie de Claude Lelouch
- 2019 : Les Plus Belles Années d'une vie de Claude Lelouch

### Télévision
- 1978 : Madame le juge de Philippe Condroyer, épisode "Le Feu"
- 1978 : Une page d’amour d'Élie Chouraqui
- 1987 : Médecins du monde - Le Biafra de Laurent Heynemann
- 1988 : Ceux de la soif de Laurent Heynemann
- 1993 : Rêveuse jeunesse de Nadine Trintignant
- 1994 : L'Ile aux mômes de Caroline Huppert
- 1995 : Cœur de cible de Laurent Heynemann
- 1995 : L'Enfer vert de Philippe Bensoussan
- 1995 : La Dernière fête de Pierre Granier-Deferre
- 1998 : Un ange passe de Bertrand Van Effenterre
- 2004 : Quand la mer se retire de Laurent Heynemann